# Enrico Tamberlick
Enrico Tamberlick o Tamberlik (Roma, 16 de març de 1820 - París, 13 de març de 1889) va ser un tenor italià que va conrear sobretot el repertori operístic italià i francès. Va destacar per la seua punyent declamació i pels seus aguts.
Nascut a Roma, s'ha dit que era d'origen romanès i que el seu nom vertader era Nikita Torna. Va estudiar a Nàpols amb Zirilli; després a Bolonya amb Guglielmi, i finalment a Milà amb De Abella. Va debutar l'any 1837 en concert i després va fer la seua aparició en teatre al Teatro Apollo de Roma, com Gennaro en Lucrezia Borgia i com a Arnoldo en Guillaume Tell. Es va presentar al Teatro Fondo de Nàpols l'any 1841, amb el nom artístic d'Enrico Danieli, en el paper de Tybalt en I Capuleti e i Montecchi. En la temporada de 1842-43 va fer el seu debut al Teatro San Carlo, ja amb el nom d'Enrico Tamberlik.
Va gaudir de gran èxit a Lisboa, on va ser un dels introductors del repertori verdià, i Madrid i també va aparèixer al Gran Teatre del Liceu a Barcelona, on cantà al costat de la soprano barcelonina Amalia Muñoz.
L'any 1850 va debutar a la Royal Opera House de Londres com a Masaniello en La Muette de Portici i hi va tornar regularment fins a l'any 1869. També va cantar regularment al Teatre Mariïnski de Sant Petersburg, des de l'any 1850 al 1863, on va estrenar en el paper de Don Álvaro en La forza del destino de Giuseppe Verdi el 10 de novembre de 1862. Va debutar al Théâtre-Italien de París l'any 1858 i hi va retornar amb regularitat fins a l'any 1877.
L'any 1871 va estrenar a Madrid, en el paper de Jorge, la versió operística de Marina, d'Emilio Arrieta, que ell mateix havia sol·licitat al compositor per a poder cantar-la al Teatro Real de Madrid. L'any anterior havia conegut en una visita a l'Alhambra de Granada un pintor que mentre pintava anava cantant, Tamberlick el sentí i restà impressionat, i li digué que estudies i que l'any següent l'esperava a Madrid per veure els seus progressos. Aquest xicot era Fernando Valero y Toledano que havia fet tants progressos que aquell mateix any i amb el suport de Tamberlick debutà al "Teatro Real" de Madrid amb l'òpera Fra Diavolo de Daniel Auber.
Va debutar al Teatro Colón de Buenos Aires l'any 1857, en el paper d'Alfredo en La traviata, i a l'Academy of Music de Nova York durant la temporada 1873-74. El 1877 va estrenar a París l'òpera Zilia u odio et amore del compositor cubà Gaspar Villate y Montes. Es va retirar després d'una gira per Espanya l'any 1881.
Tamberlick posseïa una veu robusta amb aguts (incloent-hi el seu famós do de pit), una gran musicalitat i una presència física que el feien molt adequat per als papers heroics, especialment Jean en Le Prophète i Manrico en Il trovatore. Altres dels seus papers notables van ser l'Otello de Rossini, Arnold, Pollione, Arturo, Ernani, Robert le diable, Faust, Don Ottavio, Florestan, Max, Poliuto, Cellini, etc.
Va morir a París i està enterrat al cementeri de Père Lachaise.